# 玉川站 (岩手縣)
40°22′49.512″N 141°44′6.216″E / 40.38042000°N 141.73506000°E
玉川站（日语：／ Tamagawa eki */?）是東日本旅客鐵道（JR東日本）八戶線沿線的鐵路車站，位於岩手縣九戶郡洋野町種市第13地割7-3。

## 車站結構
玉川站是無人站。月台採側式月台1面1線設計.

## 附近環境
- 岩手縣道247号角ノ濱玉川線
- 国道45号（通称濱街 道種市绕道）

## 历史
- 1954年（昭和29年）8月5日－本站開業。
- 1987年（昭和62年）4月1日－國鐵分割民營化，本站由JR東日本接手管理。
- 2008年（平成20年）7月23日 - 地震发生后（岩手宮城內陸地震是非一般地震），月台已偏離少许。

## 相鄰車站
東日本旅客鐵道
■八戶線
種市－玉川－宿戶

## 外部連結
- JR東日本 玉川站 （页面存档备份，存于）（日語）